# روس إليس
روس إليس هو سياسي كندي، ولد في 1915، وتوفي في 1983. حزبياً، نشط في الرابطة التقدمية المحافظة في ألبرتا ‏. وقد انتخب عضو الجمعية التشريعية ألبرتا.